# Бого (Сежана)
Бого (словен. Bogo) — поселення в общині Сежана, Регіон Обално-крашка, Словенія. Висота над рівнем моря: 497,1 м.